# FC Viktoria Kahl
Der FC Viktoria Kahl ist ein reiner Fußballverein aus dem in Unterfranken gelegenen Kahl am Main. Der Verein spielte in der Saison 2019–21 in der Bayernliga Nord.

## Geschichte
Der Verein wurde 1913 gegründet. 1930/31 errang die Viktoria die Meisterschaft der Kreisliga Ost-Main, der damals zweithöchsten Spielklasse. 1936/37 spielte die Mannschaft noch einmal in der 2. Liga, nennenswerte Erfolge blieben aber aus. Größter Erfolg der Vereinsgeschichte war 1953 der Aufstieg in die I. Amateurliga Nordbayern, die damals höchste Amateurspielklasse. Nach nur einer Saison stieg der Verein wieder in die Bezirksliga ab. Nach zwischenzeitlichem Abstieg in die Ligen auf Kreisebene spielte die Viktoria von 1999 bis 2011 in der sechstklassigen Landesliga Nord. Nachdem man in der Saison 2011/12 nur im unteren Mittelfeld der Bezirksoberliga Unterfranken landete, stieg die Viktoria in der Saison 2012/13 als Vizemeister der Bezirksliga Unterfranken West über die Relegation in die Landesliga Nord-West auf. Die Saison 2018/19 beendete der Verein als Zweiter und trat dadurch in der Relegation zur Bayernliga an, wo man sich gegen den Bayernliga-Siebzehnten SpVgg Jahn Forchheim durchsetzen konnte. Aus dieser stieg man am Ende der aufgrund der COVID-19-Pandemie verlängerten Saison 2019–21 als Tabellenletzter wieder ab. In der folgenden Saison zog sich der Verein aus der Landesliga zurück und trat ab der folgenden Saison in der Kreisliga an.

## Sportplatz
Der Waldsportplatz der Viktoria liegt in der Goethestraße in Kahl am Main.

## Erfolge
- 1931 Meister der Kreisliga Ost-Main
- 1952 Pokalsieger Unterfranken
- 1953 Aufstieg 1. Amateurliga Nordbayern
- 1999 Aufstieg Landesliga Nord
- 2013 Aufstieg Landesliga Nord-West
- 2019 Aufstieg in die Bayernliga Nord